# Corée du Sud aux Jeux olympiques d'été de 2024
La Corée du Sud participe aux Jeux olympiques de 2024 à Paris. Il s'agit de sa 17e participation à des Jeux olympiques d'été.
L'athlète Woo Sang-hyeok et la nageuse Kim Seo-yeong sont nommés porte-drapeau de la délégation sud-coréenne.

## Nombre d’athlètes qualifiés par sport
Voici la liste des qualifiés et sélectionnés sud-coréens par sport (remplaçants compris) :
| Sport                                                                  | Hommes | Femmes | Total  |
| ---------------------------------------------------------------------- | ------ | ------ | ------ |
| Athlétisme                                                             | 3      | 0      | 3      |
| Badminton                                                              | 4      | 8      | 12     |
| Boxe                                                                   | 0      | 2      | 2      |
| Breakdance                                                             | 1      | 0      | 1      |
| Cyclisme                                                               | 1      | 1      | 2      |
| Équitation                                                             | 1      | 0      | 1      |
| Escalade                                                               | 2      | 1      | 3      |
| Escrime                                                                | 5      | 6      | 11     |
| Golf                                                                   | 2      | 3      | 5      |
| Gymnastique                                                            | 3      | 5      | 8      |
| Haltérophilie                                                          | 3      | 2      | 5      |
| Handball                                                               | 0      | 17     | 17     |
| Judo                                                                   | 5      | 6      | 11     |
| Lutte                                                                  | 2      | 1      | 3      |
| Sports aquatiques • Natation sportive • Plongeon • Natation artistique | 12 4 0 | 3 2    | 15 6 2 |
| Pentathlon moderne                                                     | 2      | 2      | 4      |
| Taekwondo                                                              | 2      | 2      | 4      |
| Tennis de table                                                        | 3      | 3      | 6      |
| Tir                                                                    | 6      | 10     | 16     |
| Tir à l'arc                                                            | 3      | 3      | 6      |
| Voile                                                                  | 1      | 0      | 1      |
| Total                                                                  | 65     | 79     | 144    |

## Bilan général
| Sport              | Médaille d'or, Jeux olympiques | Médaille d'argent, Jeux olympiques | Médaille de bronze, Jeux olympiques | Total | Rang pays |
| ------------------ | ------------------------------ | ---------------------------------- | ----------------------------------- | ----- | --------- |
| Badminton          | 1                              | 1                                  | 0                                   | 2     | 2e        |
| Boxe               | 0                              | 0                                  | 1                                   | 1     | 20e       |
| Escrime            | 2                              | 1                                  | 0                                   | 3     | 3e        |
| Haltérophilie      | 0                              | 1                                  | 0                                   | 1     | 9e        |
| Judo               | 0                              | 2                                  | 3                                   | 5     | 12e       |
| Natation           | 0                              | 0                                  | 1                                   | 1     | 18e       |
| Pentathlon moderne | 0                              | 0                                  | 1                                   | 1     | 5e        |
| Taekwondo          | 2                              | 0                                  | 1                                   | 3     | 1er       |
| Tennis de table    | 0                              | 0                                  | 2                                   | 2     | 5e        |
| Tir                | 3                              | 3                                  | 0                                   | 6     | 2e        |
| Tir à l'arc        | 5                              | 1                                  | 1                                   | 7     | 1er       |
| Total              | 13                             | 9                                  | 10                                  | 32    | 8e        |

| Jour       | Médaille d'or, Jeux olympiques | Médaille d'argent, Jeux olympiques | Médaille de bronze, Jeux olympiques | Total |
| ---------- | ------------------------------ | ---------------------------------- | ----------------------------------- | ----- |
| 25 juillet | 0                              | 0                                  | 0                                   | 0     |
| 27 juillet | 1                              | 1                                  | 1                                   | 3     |
| 28 juillet | 2                              | 1                                  | 0                                   | 3     |
| 29 juillet | 2                              | 1                                  | 0                                   | 3     |
| 30 juillet | 0                              | 0                                  | 2                                   | 2     |
| 31 juillet | 1                              | 0                                  | 0                                   | 1     |
| 1er août   | 0                              | 0                                  | 0                                   | 0     |
| 2 août     | 1                              | 2                                  | 1                                   | 4     |
| 3 août     | 2                              | 2                                  | 1                                   | 5     |
| 4 août     | 1                              | 0                                  | 2                                   | 3     |
| 5 août     | 1                              | 1                                  | 0                                   | 2     |
| 6 août     | 0                              | 0                                  | 0                                   | 0     |
| 7 août     | 1                              | 0                                  | 0                                   | 1     |
| 8 août     | 1                              | 0                                  | 0                                   | 1     |
| 9 août     | 0                              | 0                                  | 0                                   | 0     |
| 10 août    | 0                              | 0                                  | 2                                   | 2     |
| 11 août    | 0                              | 1                                  | 1                                   | 2     |
| Total      | 13                             | 9                                  | 10                                  | 32    |

| Sexe   | Médaille d'or, Jeux olympiques | Médaille d'argent, Jeux olympiques | Médaille de bronze, Jeux olympiques | Total |
| ------ | ------------------------------ | ---------------------------------- | ----------------------------------- | ----- |
| Hommes | 5                              | 2                                  | 3                                   | 10    |
| Femmes | 7                              | 5                                  | 5                                   | 17    |
| Mixte  | 1                              | 2                                  | 2                                   | 5     |
| Total  | 13                             | 9                                  | 10                                  | 32    |

## Médaillés
Légende
- Hommes
- Femmes
- Mixte

### Médaillés d'or
| Sport       | Discipline / Épreuve         | Discipline / Épreuve                          | Athlète(s)                                                 | Performance                    | Date       |
| ----------- | ---------------------------- | --------------------------------------------- | ---------------------------------------------------------- | ------------------------------ | ---------- |
| Badminton   | Simple                       | Compétition féminine                          | An Se-young                                                | 21-17 21-14 contre He Bingjiao | 5 août     |
| Escrime     | Sabre individuel             | Compétition masculine                         | Oh Sang-uk                                                 | 15 - 11 contre Farès Ferjani   | 27 juillet |
| Escrime     | Sabre par équipe             | Compétition masculine                         | • Oh Sang-uk • Gu Bon-gil • Park Sang-won • Do Gyeong-dong | 45 - 41 contre Hongrie         | 31 juillet |
| Taekwondo   | Moins de 58 kg               | Compétition masculine                         | Park Tae-joon                                              | 2 - 0 contre Gashim Magomedov  | 7 août     |
| Taekwondo   | Moins de 57 kg               | Compétition féminine                          | Kim Yu-jin                                                 | 2 - 0 contre Nahid Kiani       | 8 août     |
| Tir         | Carabine à air comprimé 10 m | Compétition féminine                          | Ban Hyo-jin                                                | 251,8 points                   | 29 juillet |
| Tir         | Pistolet à air comprimé 10 m | Compétition féminine                          | Oh Ye-jin                                                  | 243,2 points                   | 28 juillet |
| Tir         | 25 m pistolet                | Compétition féminine                          | Yang Ji-in                                                 | 37 points                      | 3 août     |
| Tir à l'arc | Équipe                       | Compétition mixte (hommes et femmes mélangés) | • Kim Woo-jin • Lim Si-hyeon                               | 6 - 0 contre Allemagne         | 2 août     |
| Tir à l'arc | Équipe                       | Compétition féminine                          | • Jeon Hun-young • Lim Si-hyeon • Nam Su-hyeon             | 5 - 4 contre Chine             | 28 juillet |
| Tir à l'arc | Équipe                       | Compétition masculine                         | • Kim Je-deok • Kim Woo-jin • Lee Woo-seok                 | 5 - 1 contre France            | 29 juillet |
| Tir à l'arc | Individuel                   | Compétition féminine                          | Lim Si-hyeon                                               | 7 - 3 contre Nam Su-hyeon      | 3 août     |
| Tir à l'arc | Individuel                   | Compétition masculine                         | Kim Woo-jin                                                | 6 - 5 contre Brady Ellison     | 4 août     |

### Médaillés d'argent
| Sport         | Discipline / Épreuve                    | Discipline / Épreuve                          | Athlète(s)                                                | Performance                      | Date       |
| ------------- | --------------------------------------- | --------------------------------------------- | --------------------------------------------------------- | -------------------------------- | ---------- |
| Badminton     | Double                                  | Compétition mixte (hommes et femmes mélangés) | • Kim Won-ho • Jeong Na-eun                               | 8-21, 11-21 contre Zheng / Huang | 2 août     |
| Escrime       | Sabre par équipe                        | Compétition féminine                          | • Yoon Ji-su • Jeon Ha-young • Choi Se-bin • Jeon Eun-hye | 42 - 45 contre Ukraine           | 3 août     |
| Haltérophilie | Plus de 81 kg                           | Compétition féminine                          | Park Hye-jeong                                            | 299 kg                           | 11 août    |
| Judo          | Moins de 57 kg                          | Compétition féminine                          | Huh Mi-mi                                                 | 00 - 10 contre Christa Deguchi   | 29 juillet |
| Judo          | Plus de 100 kg                          | Compétition masculine                         | Kim Min-jong                                              | 00-10 contre Teddy Riner         | 2 août     |
| Tir           | Pistolet à air comprimé 10 m            | Compétition féminine                          | Kim Ye-ji                                                 | 241,3 points                     | 28 juillet |
| Tir           | Carabine à air comprimé 10 m par équipe | Compétition mixte (hommes et femmes mélangés) | • Keum Ji-hyeon • Park Ha-jun                             | 12 - 16 contre Sheng / Huang     | 27 juillet |
| Tir           | Pistolet à 25 m tir rapide              | Compétition masculine                         | Cho Yeong-jae                                             | 25 points                        | 5 août     |
| Tir à l'arc   | Individuel                              | Compétition féminine                          | Nam Su-hyeon                                              | 3 - 7 contre Lim Si-hyeon        | 3 août     |

### Médaillés de bronze
| Sport              | Discipline / Épreuve   | Discipline / Épreuve                          | Athlète(s) | Performance                   | Date       |
| ------------------ | ---------------------- | --------------------------------------------- | --- | ----------------------------- | ---------- |
| Boxe               | Poids coq (- de 54 kg) | Compétition féminine                          | Im Ae-ji | 2 - 3 contre Hatice Akbaş     | 4 août     |
| Judo               | Plus de 78 kg          | Compétition féminine                          | Kim Ha-yun | 10 - 00 contre Kayra Ozdemir  | 2 août     |
| Judo               | Moins de 81 kg         | Compétition masculine                         | Lee Joon-hwan | 01 - 00 contre Matthias Casse | 30 juillet |
| Judo               | Équipe                 | Compétition mixte (hommes et femmes mélangés) | • Huh Mi-mi • Jung Ye-rin • Lee Hye-kyeong • Kim Ji-su • Kim Ha-yun • Yoon hyun-ji • An Baul • Kim Won-jin • Han ju-yeop • Lee Joon-hwan • Kim Min-jong | 4 - 3 contre Allemagne        | 3 août     |
| Natation           | 400 m nage libre       | Compétition masculine                         | Kim Woo-min | 3 min 42 s 50                 | 27 juillet |
| Pentathlon moderne | Concours               | Compétition féminine                          | Seong Seung-min | 1 441 points                  | 11 août    |
| Taekwondo          | Plus de 67 kg          | Compétition féminine                          | Lee Da-bin | 2 - 1 contre Brandl           | 10 août    |
| Tennis de table    | Double                 | Compétition mixte (hommes et femmes mélangés) | • Lim Jong-hoon • Shin Yu-bin | 4 - 0 contre Wong / Doo       | 30 juillet |
| Tennis de table    | Équipe                 | Compétition féminine                          | • Shin Yu-bin • Jeon Ji-hee • Lee Eun-hye | 3 - 0 contre Allemagne        | 10 août    |
| Tir à l'arc        | Individuel             | Compétition masculine                         | Lee Woo-seok | 6 - 0 contre Florian Unruh    | 4 août     |

## Résultats

### Athlétisme

#### Hommes
| Athlète           | Épreuve      | Premier tour (ou tour préliminaire) | Premier tour (ou tour préliminaire) | Repêchage (ou premier tour) | Repêchage (ou premier tour) | Demi-finale | Demi-finale | Finale          | Finale |
| Athlète           | Épreuve      | Temps                               | Rang                                | Temps                       | Rang                        | Temps       | Rang        | Temps           | Rang   |
| ----------------- | ------------ | ----------------------------------- | ----------------------------------- | --------------------------- | --------------------------- | ----------- | ----------- | --------------- | ------ |
| Choe Byeong-kwang | 20 km marche | Non disputé                         | Non disputé                         | Non disputé                 | Non disputé                 | Non disputé | Non disputé | 1 h 26 min 15 s | 42e    |

| Athlète        | Épreuve         | Qualification | Qualification | Finale      | Finale  |
| Athlète        | Épreuve         | Performance   | Rang          | Performance | Rang    |
| -------------- | --------------- | ------------- | ------------- | ----------- | ------- |
| Woo Sang-hyeok | Saut en hauteur | 2,27 m        | 3e            | 2,27 m      | 7e      |
| Kim Jang-woo   | Triple saut     | 16,31 m       | 26e           | Éliminé     | Éliminé |

### Badminton
| Athlète(s)                  | Compétition   | Phase de groupes                             | Phase de groupes                     | Phase de groupes                                       | Phase de groupes | 8e de finale                  | Quarts de finale                    | Demi-finale                               | Finale / 3e place                   | Finale / 3e place                  |
| Athlète(s)                  | Compétition   | Adversaire Résultat                          | Adversaire Résultat                  | Adversaire Résultat                                    | Rang             | Adversaire Résultat           | Adversaire Résultat                 | Adversaire Résultat                       | Adversaire Résultat                 | Rang                               |
| --------------------------- | ------------- | -------------------------------------------- | ------------------------------------ | ------------------------------------------------------ | ---------------- | ----------------------------- | ----------------------------------- | ----------------------------------------- | ----------------------------------- | ---------------------------------- |
| Jeon Hyeok-jin              | Simple hommes | Coelho V (21-12, 21-19)                      | Naraoka D (10-21, 16-21)             | Non disputé                                            | 2e du gr. J      | Éliminé                       | Éliminé                             | Éliminé                                   | Éliminé                             | 14e                                |
| An Se-young                 | Simple dames  | Nalbantova V (21-15, 21-11)                  | Qi V (21-5, 21-7)                    | Non disputé                                            | 1re du gr. A     | Exemptée                      | Yamaguchi V (15-21, 21-17, 21-8)    | Tunjung V (11-21, 21-13, 21-16)           | He Bingjiao V (21-17, 21-14)        | Médaille d'or, Jeux olympiques     |
| Kim Ga-eun                  | Simple dames  | Scholtz V (21-12, 21-6)                      | Goh V (21-17, 20-22, 23-21)          | Non disputé                                            | 1re du gr. H     | Tunjung D (4-21, 21-8, 21-23) | Éliminée                            | Éliminée                                  | Éliminée                            | 9e                                 |
| Kang Min-hyuk Seo Seung-jae | Double hommes | Král / Mendrek V (21-12, 21-17)              | C. Popov / T. Popov V (21-17, 21-15) | Jomkoh / Kedren V (21-16, 21-15)                       | 1er du gr. B     | Non disputé                   | Astrup / Rasmussen D (19-21, 20-22) | Éliminés                                  | Éliminés                            | 5e                                 |
| Baek Ha-na Lee So-hee       | Double dames  | Fruergaard / Thygesen D (18-21, 21-9, 14-21) | Lambert / Tran V (21-13, 21-8)       | Kititharakul / Prajongjai V (21-9, 21-12)              | 2e du gr. D      | Non disputé                   | Liu / Tan D (9-21, 13-21)           | Éliminées                                 | Éliminées                           | 5e                                 |
| Kim So-yeong Kong Hee-yong  | Double dames  | Crasto / Ponnappa V (21-18, 21-10)           | Mapasa / Yu V (21-12, 21-17)         | Matsuyama / Shida V (24-22, 26-24)                     | 1er du gr. C     | Non disputé                   | Tan / Thinaah D (12-21 13-21)       | Éliminées                                 | Éliminées                           | 5e                                 |
| Seo Seung-jae Chae Yu-jung  | Double mixte  | K. Mammeri / T. Mammeri V (21-10, 21-7)      | Tabeling / Piek V (21-16, 21-12)     | Puavaranukroh / Taerattanachai V (21-16, 10-21, 21-15) | 1er du gr. B     | Non disputé                   | Tang / Tse V (21-15, 21-10)         | Kim W. / Jeong N. D (16-21, 22-20, 21-23) | Watanabe/Higashino D (13-21, 20-22) | 4e                                 |
| Kim Won-ho Jeong Na-eun     | Double mixte  | Rivaldy / Mentari V (22-20, 14-21, 21-19)    | Gicquel / Delrue V (22-20, 21-16)    | Zheng / Huang Y. D (13-21, 14-21)                      | 2e du gr. A      | Non disputé                   | Chen / Toh V (21-19 21-14)          | Seo / Chae V (21-16, 20-22, 23-21)        | Zheng / Huang Y. D (8-21, 11-21)    | Médaille d'argent, Jeux olympiques |

### Boxe
| Athlète    | Catégorie             | 16e de finale       | 8e de finale           | Quart de finale         | Demi-finale         | Finale              | Rang                                |
| Athlète    | Catégorie             | Adversaire Résultat | Adversaire Résultat    | Adversaire Résultat     | Adversaire Résultat | Adversaire Résultat | Rang                                |
| ---------- | --------------------- | ------------------- | ---------------------- | ----------------------- | ------------------- | ------------------- | ----------------------------------- |
| Im Ae-ji   | Poids coqs (-54 kg)   | Exemptée            | de Jesus Chaga V 4 - 1 | Arias Castaneda V 3 - 2 | Akbaş D 2 - 3       | Éliminée            | Médaille de bronze, Jeux olympiques |
| Oh Yeon-ji | Poids légers (-60 kg) | Wu D 0 - 5          | Éliminée               | Éliminée                | Éliminée            | Éliminée            | 17e                                 |

### Breakdance
| Athlète      | Surnom  | Catégorie | Phase préliminaire          | Phase préliminaire          | Phase préliminaire          | Quart de finale             | Demi-finale                 | Finale                      | Rang |
| Athlète      | Surnom  | Catégorie | Tour 1                      | Tour 2                      | Tour 3                      | Adversaire Résultat (Votes) | Adversaire Résultat (Votes) | Adversaire Résultat (Votes) | Rang |
| Athlète      | Surnom  | Catégorie | Adversaire Résultat (Votes) | Adversaire Résultat (Votes) | Adversaire Résultat (Votes) | Adversaire Résultat (Votes) | Adversaire Résultat (Votes) | Adversaire Résultat (Votes) | Rang |
| ------------ | ------- | --------- | --------------------------- | --------------------------- | --------------------------- | --------------------------- | --------------------------- | --------------------------- | ---- |
| Kim Hong-yul | Hong 10 | Bboy      | Lee Défaite 0(5) - 2(13)    | Lagaet Nul 1(11) - 1(7)     | Jeffro Nul 1(11) - 1(7)     | Éliminé                     | Éliminé                     | Éliminé                     | 11e  |

### Cyclisme

#### Route
| Athlète   | Compétition     | Temps           | Rang |
| --------- | --------------- | --------------- | ---- |
| Kim Eu-ro | Course en ligne | 6 h 39 min 27 s | 65e  |

| Athlète     | Compétition     | Temps | Rang    |
| ----------- | --------------- | ----- | ------- |
| Song Min-ji | Course en ligne | NPT   | Abandon |

### Équitation
| Athlète          | Cheval     | Compétition | Grand Prix | Grand Prix | Grand Prix Spécial | Grand Prix Spécial | Grand Prix Spécial | Grand Prix Freestyle | Grand Prix Freestyle | Grand Prix Freestyle | Total   | Total   |
| Athlète          | Cheval     | Compétition | Points     | Rang       | Points             | Total              | Rang               | Points               | Total                | Rang                 | Points  | Rang    |
| ---------------- | ---------- | ----------- | ---------- | ---------- | ------------------ | ------------------ | ------------------ | -------------------- | -------------------- | -------------------- | ------- | ------- |
| Hwang Young-shik | Delmonte 7 | Individuel  | 70,000     | 34e        | Non disputé        | Non disputé        | Non disputé        | Éliminé              | Éliminé              | Éliminé              | Éliminé | Éliminé |

### Escalade
| Athlète        | Compétition | Qualifications | Qualifications | Séries éliminatoires | Séries éliminatoires | Quart de finale | Quart de finale | Demi-finale | Demi-finale | Finale / classement | Finale / classement |
| Athlète        | Compétition | Temps          | Rang           | Adversaire           | Résultat             | Adversaire      | Résultat        | Adversaire  | Résultat    | Adversaire          | Résultat            |
| -------------- | ----------- | -------------- | -------------- | -------------------- | -------------------- | --------------- | --------------- | ----------- | ----------- | ------------------- | ------------------- |
| Shin Eun-cheol | Hommes      | 5,25           | 10e            | Wu Peng              | 7,24 - 5,00          | Éliminé         | Éliminé         | Éliminé     | Éliminé     | Éliminé             | Éliminé             |

| Athlète       | Compétition | Demi-finale | Demi-finale | Demi-finale | Demi-finale | Demi-finale | Demi-finale | Demi-finale | Demi-finale | Demi-finale | Demi-finale | Finale  | Finale  | Finale  | Finale  | Finale  | Finale  | Finale     | Finale     | Finale  | Finale  |
| Athlète       | Compétition | Bloc        | Bloc        | Bloc        | Bloc        | Bloc        | Bloc        | Difficulté  | Difficulté  | Total       | Rang        | Bloc    | Bloc    | Bloc    | Bloc    | Bloc    | Bloc    | Difficulté | Difficulté | Total   | Rang    |
| Athlète       | Compétition | 1er         | 2e          | 3e          | 4e          | Points      | Rang        | Points      | Rang        | Total       | Rang        | 1er     | 2e      | 3e      | 4e      | Points  | Rang    | Points     | Rang       | Total   | Rang    |
| ------------- | ----------- | ----------- | ----------- | ----------- | ----------- | ----------- | ----------- | ----------- | ----------- | ----------- | ----------- | ------- | ------- | ------- | ------- | ------- | ------- | ---------- | ---------- | ------- | ------- |
| Lee Doh-yun   | Hommes      | 9.6         | 9.9         | 9.5         | 5.0         | 34.0        | 10e         | 12.0        | 17e         | 46.0        | 15e         | Éliminé | Éliminé | Éliminé | Éliminé | Éliminé | Éliminé | Éliminé    | Éliminé    | Éliminé | Éliminé |
| Seo Chae-hyun | Femmes      | 5.0         | 24.8        | 9.7         | 4.7         | 44.2        | 13e         | 72.1        | 4e          | 116.3       | 8e          | 9.5     | 4.8     | 4.8     | 9.8     | 28.9    | 8e      | 76.1       | 4e         | 105.0   | 6e      |

### Escrime
| Athlète                                                       | Compétition        | 32e de finale       | 16e de finale       | 8e de finale        | Quarts de finale    | Demi-finale Classement 5-8 | Finale / Classement 5e, 7e place | Rang                           |
| Athlète                                                       | Compétition        | Adversaire Résultat | Adversaire Résultat | Adversaire Résultat | Adversaire Résultat | Adversaire Résultat        | Adversaire Résultat              | Rang                           |
| ------------------------------------------------------------- | ------------------ | ------------------- | ------------------- | ------------------- | ------------------- | -------------------------- | -------------------------------- | ------------------------------ |
| Kim Jae-won                                                   | Épée individuelle  | Exempté             | Kanō D 12 - 14      | Éliminé             | Éliminé             | Éliminé                    | Éliminé                          | 30e                            |
| Ha Tae-gyu                                                    | Fleuret individuel | Exempté             | Llavador D 13 - 15  | Éliminé             | Éliminé             | Éliminé                    | Éliminé                          | 19e                            |
| Gu Bon-gil                                                    | Sabre individuel   | Exempté             | Ferjani D 8 - 15    | Éliminé             | Éliminé             | Éliminé                    | Éliminé                          | 24e                            |
| Oh Sang-uk                                                    | Sabre individuel   | Exempté             | Girault V 15 - 8    | Pakdaman V 15 - 10  | Afra V 15 - 13      | Samele V 15 - 5            | Ferjani V 15 - 11                | Médaille d'or, Jeux olympiques |
| Park Sang-won                                                 | Sabre individuel   | Exempté             | Heathcock V 15 - 10 | Shen D 11 - 15      | Éliminé             | Éliminé                    | Éliminé                          | 15e                            |
| • Oh Sang-uk • Gu Bon-gil • Park Sang-won • Do Gyeong-dong(R) | Sabre par équipe   | Non disputé         | Non disputé         | Non disputé         | Canada V 45 - 33    | France V 45 - 39           | Hongrie V 45 - 41                | Médaille d'or, Jeux olympiques |

| Athlète                                                      | Compétition       | 32e de finale       | 16e de finale                   | 8e de finale           | Quarts de finale     | Demi-finale / Classement 5-8 | Finale / Classement 5e, 7e place | Rang                               |
| Athlète                                                      | Compétition       | Adversaire Résultat | Adversaire Résultat             | Adversaire Résultat    | Adversaire Résultat  | Adversaire Résultat          | Adversaire Résultat              | Rang                               |
| ------------------------------------------------------------ | ----------------- | ------------------- | ------------------------------- | ---------------------- | -------------------- | ---------------------------- | -------------------------------- | ---------------------------------- |
| Kang Young-mi                                                | Épée individuelle | Exemptée            | Differt D 13 - 14               | Éliminée               | Éliminée             | Éliminée                     | Éliminée                         | 26e                                |
| Lee Hye-in                                                   | Épée individuelle | Exemptée            | Yu D 13 - 15                    | Éliminée               | Éliminée             | Éliminée                     | Éliminée                         | 23e                                |
| Song Se-ra                                                   | Épée individuelle | Exemptée            | Swatowska-Wenglarczyk V 15 - 11 | Muhari D 6 - 15        | Éliminée             | Éliminée                     | Éliminée                         | 10e                                |
| • Kang Young-mi • Lee Hye-in • Song Se-ra • Choi In-jeong(R) | Épée par équipe   | Non disputé         | Non disputé                     | Non disputé            | France D 37 - 31     | États-Unis V 45 - 39         | Ukraine V 45 - 38                | 5e                                 |
| Choi Se-bin                                                  | Sabre individuel  | Exemptée            | Nazlymov V 15 - 14              | Emura V 15 - 7         | Jeon V 15 - 14       | Apithy-Brunet D 12 - 15      | Kharlan D 14 - 15                | 4e                                 |
| Jeon Ha-young                                                | Sabre individuel  | Exemptée            | Komachtchouk V 15 - 8           | Hafez V 15 - 7         | Choi D 14 - 15       | Éliminée                     | Éliminée                         | 6e                                 |
| Yoon Ji-su                                                   | Sabre individuel  | Exemptée            | Daybekova V 15 - 11             | Apithy-Brunet D 9 - 15 | Éliminée             | Éliminée                     | Éliminée                         | 12e                                |
| • Choi Se-bin • Jeon Ha-young • Yoon Ji-su • Jeon Eun-hye(R) | Sabre par équipe  | Non disputé         | Non disputé                     | Non disputé            | États-Unis V 45 - 35 | France V 45 - 36             | Ukraine D 42 - 45                | Médaille d'argent, Jeux olympiques |

### Golf
| Athlète       | Compétition | Jour 1 | Jour 1 | Jour 2  | Jour 2   | Jour 2 | Jour 3  | Jour 3   | Jour 3 | Jour 4  | Jour 4   | Jour 4 |
| Athlète       | Compétition | Points | Rang   | Points  | Total    | Rang   | Points  | Total    | Rang   | Points  | Total    | Rang   |
| ------------- | ----------- | ------ | ------ | ------- | -------- | ------ | ------- | -------- | ------ | ------- | -------- | ------ |
| An Byeong-hun | Hommes      | 72(+1) | 48e    | 68 (-3) | 140 (-2) | 30e    | 66 (-5) | 206 (-7) | 17e    | 72 (+1) | 278 (-6) | 24e    |
| Tom Kim       | Hommes      | 66(-5) | 3e     | 68(-3)  | 134(-8)  | 5e     | 69(-2)  | 203(-10) | 6e     | 68(-3)  | 271(-13) | 8e     |
| Kim Hyo-joo   | Femmes      | 76(+4) | 40e    | 70(-2)  | 146(+2)  | 26e    | 73(+1)  | 219(+3)  | 27e    | 69(-3)  | 288(0)   | 25e    |
| Ko Jin-young  | Femmes      | 73(+1) | 26e    | 73(+1)  | 146(+2)  | 26e    | 73(+1)  | 219(+3)  | 27e    | 69(-3)  | 288(0)   | 25e    |
| Amy Yang      | Femmes      | 72(0)  | 13e    | 71(-1)  | 143(-1)  | 14e    | 70(-2)  | 213(-3)  | 11e    | 69(-3)  | 282(-6)  | 4e     |

### Gymnastique

#### Gymnastique artistique
| Athlète       | Compétition      | Qualifications | Qualifications | Qualifications | Qualifications | Qualifications    | Qualifications | Qualifications | Qualifications | Finale  | Finale         | Finale  | Finale  | Finale            | Finale     | Finale  | Finale  |
| Athlète       | Compétition      | Agrès          | Agrès          | Agrès          | Agrès          | Agrès             | Agrès          | Total          | Rang           | Agrès   | Agrès          | Agrès   | Agrès   | Agrès             | Agrès      | Total   | Rang    |
| Athlète       | Compétition      | Sol            | Cheval d'arçon | Anneaux        | Saut           | Barres parallèles | Barre fixe     | Total          | Rang           | Sol     | Cheval d'arçon | Anneaux | Saut    | Barres parallèles | Barre fixe | Total   | Rang    |
| ------------- | ---------------- | -------------- | -------------- | -------------- | -------------- | ----------------- | -------------- | -------------- | -------------- | ------- | -------------- | ------- | ------- | ----------------- | ---------- | ------- | ------- |
| Lee Jun-ho    | Concours général | 13,700         | 11,200         | 13,600         | 14,533         | 13,600            | 12,266         | 78,899         | 38e            | Éliminé | Éliminé        | Éliminé | Éliminé | Éliminé           | Éliminé    | Éliminé | Éliminé |
| Ryu Sung-hyun | Sol              | 14,266         | -              | -              | -              | -                 | -              | -              | 10e            | Éliminé | Éliminé        | Éliminé | Éliminé | Éliminé           | Éliminé    | Éliminé | Éliminé |
| Hur Woong     | Cheval d'arçons  | -              | 14,900         | -              | -              | -                 | -              | -              | 7e             | -       | 14,300         | -       | -       | -                 | -          | -       | 7e      |

| Athlète       | Qualifications | Qualifications      | Qualifications | Qualifications | Qualifications | Qualifications | Finale    | Finale              | Finale    | Finale    | Finale    | Finale    |
| Athlète       | Agrès          | Agrès               | Agrès          | Agrès          | Total          | Rang           | Agrès     | Agrès               | Agrès     | Agrès     | Total     | Rang      |
| Athlète       | Saut           | Barres asymétriques | Poutre         | Sol            | Total          | Rang           | Saut      | Barres asymétriques | Poutre    | Sol       | Total     | Rang      |
| ------------- | -------------- | ------------------- | -------------- | -------------- | -------------- | -------------- | --------- | ------------------- | --------- | --------- | --------- | --------- |
| Eom Do-hyun   | -              | 12,233              | 12,300         | 12,366         | -              | -              | Éliminées | Éliminées           | Éliminées | Éliminées | Éliminées | Éliminées |
| Lee Yun-seo   | 12,700         | 12,333              | 12,000         | 10,066         | 47,099         | 56e            | Éliminées | Éliminées           | Éliminées | Éliminées | Éliminées | Éliminées |
| Lee Da-yeong  | 12,866         | 11,766              | -              | -              | -              | -              | Éliminées | Éliminées           | Éliminées | Éliminées | Éliminées | Éliminées |
| Shin Sol-yi   | 12,133         | 12,966              | 12,366         | 12,533         | 49,998         | 52e            | Éliminées | Éliminées           | Éliminées | Éliminées | Éliminées | Éliminées |
| Yeo Seo-jeong | 14,400 Q       | -                   | 12,700         | 12,733         | -              | -              | Éliminées | Éliminées           | Éliminées | Éliminées | Éliminées | Éliminées |
| Total         | 39,966         | 37,532              | 37,366         | 37,632         | 152,496        | 12e            | Éliminées | Éliminées           | Éliminées | Éliminées | Éliminées | Éliminées |

| Athlète       | Compétition    | Qualifications | Qualifications      | Qualifications | Qualifications | Qualifications | Qualifications | Finale | Finale              | Finale | Finale | Finale | Finale |
| Athlète       | Compétition    | Agrès          | Agrès               | Agrès          | Agrès          | Total          | Rang           | Agrès  | Agrès               | Agrès  | Agrès  | Total  | Rang   |
| Athlète       | Compétition    | Saut           | Barres asymétriques | Poutre         | Sol            | Total          | Rang           | Saut   | Barres asymétriques | Poutre | Sol    | Total  | Rang   |
| ------------- | -------------- | -------------- | ------------------- | -------------- | -------------- | -------------- | -------------- | ------ | ------------------- | ------ | ------ | ------ | ------ |
| Yeo Seo-jeong | Saut de cheval | 14,400         | -                   | -              | -              | -              | 5e             | 13,416 | -                   | -      | -      | -      | 7e     |

### Haltérophilie
| Athlète       | Compétition     | Arraché  | Arraché | Épaulé-jeté | Épaulé-jeté | Total  | Rang |
| Athlète       | Compétition     | Résultat | Rang    | Résultat    | Rang        | Total  | Rang |
| ------------- | --------------- | -------- | ------- | ----------- | ----------- | ------ | ---- |
| Bak Joo-hyo   | Moins de 73 kg  | 147 kg   | 10e     | 187 kg      | 5e          | 334 kg | 7e   |
| Yu Dong-ju    | Moins de 89 kg  | 168 kg   | 7e      | 203 kg      | 6e          | 371 kg | 6e   |
| Jang Yeon-hak | Moins de 102 kg | 173 kg   | 8e      | 200 kg      | 9e          | 373 kg | 9e   |

| Athlète        | Compétition    | Arraché  | Arraché | Épaulé-jeté | Épaulé-jeté | Total  | Rang                               |
| Athlète        | Compétition    | Résultat | Rang    | Résultat    | Rang        | Total  | Rang                               |
| -------------- | -------------- | -------- | ------- | ----------- | ----------- | ------ | ---------------------------------- |
| Kim Su-hyeon   | Moins de 81 kg | 110 kg   | 6e      | 140 kg      | 6e          | 250 kg | 6e                                 |
| Park Hye-jeong | Plus de 81 kg  | 131 kg   | 2e      | 168 kg      | 2e          | 299 kg | Médaille d'argent, Jeux olympiques |

### Handball
| Épreuve         | Premier tour        | Premier tour        | Premier tour        | Premier tour        | Premier tour        | Premier tour | Quart de finale     | Demi-finale         | Finale / MB         | Rang |
| Épreuve         | Adversaire Résultat | Adversaire Résultat | Adversaire Résultat | Adversaire Résultat | Adversaire Résultat | Rang         | Adversaire Résultat | Adversaire Résultat | Adversaire Résultat | Rang |
| --------------- | ------------------- | ------------------- | ------------------- | ------------------- | ------------------- | ------------ | ------------------- | ------------------- | ------------------- | ---- |
| Tournoi féminin | Allemagne V 23 - 22 | Slovénie D 23 – 30  | Norvège D 20 - 26   | Suède D 21 - 27     | Danemark D 20 - 28  | 5e           | Éliminées           | Éliminées           | Éliminées           | 10e  |

Équipe féminine de handball :
- 2 - Song Ji-youn : Ailier droit
- 7 - Shin Eun-joo : Ailier gauche
- 11 - Ryu Eun-hee : Arrière droit
- 12 - Jeong Jin-hui : Gardien
- 16 - Park Sae-young : Gardien
- 18 - Han Mi-seul : Arrière gauche
- 19 - Kang Eun-hye : Pivot
- 23 - Woo Bit-na : Arrière gauche
- 24 - Kang Kyung-min : Demi-centre
- 26 - Kang Eun-seo : Arrière droit
- 27 - Jeon Ji-yeon : Ailier droit
- 29 - Kim Da-young : Arrière gauche
- 31 - Gim Bo-eun : Pivot
- 33 - Shin Jin-mi : Demi-centre

### Judo
| Athlète       | Catégorie      | 16e de finale       | 8e de finale        | Quart de finale     | Demi-finale           | Repêchage             | Finale / CB         | Rang                                |
| Athlète       | Catégorie      | Adversaire Résultat | Adversaire Résultat | Adversaire Résultat | Adversaire Résultat   | Adversaire Résultat   | Adversaire Résultat | Rang                                |
| ------------- | -------------- | ------------------- | ------------------- | ------------------- | --------------------- | --------------------- | ------------------- | ----------------------------------- |
| Kim Won-jin   | Moins de 60 kg | Zulu V 10-00        | Aghayev V 10-00     | Mkheidze D 00-01    | Éliminé               | Sardalashvili D 00-10 | Éliminé             | 7e                                  |
| An Ba-ul      | Moins de 66 kg | Baynamunkh V 10-00  | Kyrgyzbayev D 00-01 | Éliminé             | Éliminé               | Éliminé               | Éliminé             | 9e                                  |
| Lee Joon-hwan | Moins de 81 kg | Moutii V 01-00      | Muki V 10-00        | Boltaboev V 10-00   | Grigalashvili D 00-01 | Non disputé           | Casse V 01-00       | Médaille de bronze, Jeux olympiques |
| Han Ju-yeop   | Moins de 90 kg | Kone V 10-00        | Jayne V 01-00       | Bekauri D 00-10     | Éliminé               | Macedo D 00-01        | Éliminé             | 7e                                  |
| Kim Min-jong  | Plus de 100 kg | Exempté             | Tataroglu V 11-00   | Kokauri V 01-00     | Saito V 10-00         | Non disputé           | Riner D 00-10       | Médaille d'argent, Jeux olympiques  |

| Athlète        | Catégorie      | 16e de finale       | 8e de finale         | Quart de finale          | Demi-finale         | Repêchage           | Finale / CB         | Rang                                |
| Athlète        | Catégorie      | Adversaire Résultat | Adversaire Résultat  | Adversaire Résultat      | Adversaire Résultat | Adversaire Résultat | Adversaire Résultat | Rang                                |
| -------------- | -------------- | ------------------- | -------------------- | ------------------------ | ------------------- | ------------------- | ------------------- | ----------------------------------- |
| Lee Hye-kyeong | Moins de 48 kg | Babulfath D 00-10   | Éliminée             | Éliminée                 | Éliminée            | Éliminée            | Éliminée            | 17e                                 |
| Jung Ye-rin    | Moins de 52 kg | Primo D 00-10       | Éliminée             | Éliminée                 | Éliminée            | Éliminée            | Éliminée            | 17e                                 |
| Huh Mi-mi      | Moins de 57 kg | Exemptée            | Nelson-Levy V 10-00  | Lkhagvatogoogiin V 01-00 | Silva V 01-00       | Non disputé         | Deguchi D 00-10     | Médaille d'argent, Jeux olympiques  |
| Kim Ji-su      | Moins de 63 kg | Timo V 10-00        | van Lieshout V 01-00 | Krišto D 00-10           | Éliminée            | Piovesana D 00-10   | Éliminée            | 7e                                  |
| Yoon Hyun-ji   | Moins de 78 kg | Reid V 10-00        | Ma D 01-10           | Éliminée                 | Éliminée            | Éliminée            | Éliminée            | 9e                                  |
| Kim Ha-yun     | Plus de 78 kg  | Exemptée            | Morillo V 10-00      | Souza D 00-01            | Non disputé         | Cerić V 01-00       | Özdemir V 10-00     | Médaille de bronze, Jeux olympiques |

| Athlètes | 8e de finale        | Quart de finale     | Demi-finale         | Repêchage           | Finale / CB         | Rang                                |
| Athlètes | Adversaire Résultat | Adversaire Résultat | Adversaire Résultat | Adversaire Résultat | Adversaire Résultat | Rang                                |
| --- | ------------------- | ------------------- | ------------------- | ------------------- | ------------------- | ----------------------------------- |
| • Huh Mi-mi • Jung Ye-rin • Lee Hye-kyeong • Kim Ji-su • Kim Ha-yun • Yoon Hyun-ji • An Ba-ul • Kim Won-jin • Han Ju-yeop • Lee Joon-hwan • Kim Min-jong | Turquie V 4-1       | France D 1-4        | Non disputé         | Uzbekistan V 4-2    | Allemagne V 4-3     | Médaille de bronze, Jeux olympiques |

### Lutte
| Athlète     | Catégorie      | 8e de finale        | Quart de finale     | Demi-finale         | Repêchage           | Finale / CB         | Rang |
| Athlète     | Catégorie      | Adversaire Résultat | Adversaire Résultat | Adversaire Résultat | Adversaire Résultat | Adversaire Résultat | Rang |
| ----------- | -------------- | ------------------- | ------------------- | ------------------- | ------------------- | ------------------- | ---- |
| Lee Han-bit | Moins de 62 kg | Niemesch D 0-3      | Éliminée            | Éliminée            | Éliminée            | Éliminée            | 15e  |

| Athlète        | Catégorie       | 8e de finale        | Quart de finale     | Demi-finale         | Repêchage           | Finale / CB         | Rang |
| Athlète        | Catégorie       | Adversaire Résultat | Adversaire Résultat | Adversaire Résultat | Adversaire Résultat | Adversaire Résultat | Rang |
| -------------- | --------------- | ------------------- | ------------------- | ------------------- | ------------------- | ------------------- | ---- |
| Kim Seung-jun  | Moins de 97 kg  | Aleksanyan D 0-9    | Éliminé             | Éliminé             | Assakalov D 2-8     | Éliminé             | 12e  |
| Lee Seung-chan | Moins de 130 kg | López D 0-7         | Éliminé             | Éliminé             | Mirzazadeh D 0-9    | Éliminé             | 16e  |

### Natation
| Athlète                                                                                      | Épreuve              | Séries        | Séries | Demi-finale   | Demi-finale | Finale        | Finale                              |
| Athlète                                                                                      | Épreuve              | Temps         | Rang   | Temps         | Rang        | Temps         | Rang                                |
| -------------------------------------------------------------------------------------------- | -------------------- | ------------- | ------ | ------------- | ----------- | ------------- | ----------------------------------- |
| Ji Yu-chan                                                                                   | 50 m nage libre      | 22 s 16       | 28e    | Éliminé       | Éliminé     | Éliminé       | Éliminé                             |
| Hwang Sun-woo                                                                                | 100 m nage libre     | 48 s 41       | 16e    | Éliminé       | Éliminé     | Éliminé       | Éliminé                             |
| Hwang Sun-woo                                                                                | 200 m nage libre     | 1 min 46 s 13 | 4e     | 1 min 45 s 92 | 9e          | Éliminé       | Éliminé                             |
| Kim Woo-min                                                                                  | 200 m nage libre     | 1 min 46 s 64 | 12e    | 1 min 46 s 58 | 12e         | Éliminé       | Éliminé                             |
| Kim Woo-min                                                                                  | 400 m nage libre     | 3 min 45 s 52 | 7e     | Non disputé   | Non disputé | 3 min 42 s 50 | Médaille de bronze, Jeux olympiques |
| Lee Ju-ho                                                                                    | 100 m dos            | 54 s 65       | 30e    | Éliminé       | Éliminé     | Éliminé       | Éliminé                             |
| Lee Ju-ho                                                                                    | 200 m dos            | 1 min 57 s 39 | 10e    | 1 min 56 s 76 | 11e         | Éliminé       | Éliminé                             |
| Choi Dong-yeol                                                                               | 100 m brasse         | 1 min 0 s 17  | 18e    | Éliminé       | Éliminé     | Éliminé       | Éliminé                             |
| Cho Sung-jae                                                                                 | 200 m brasse         | 2 min 9 s 45  | 1er    | 2 min 10 s 03 | 12e         | Éliminé       | Éliminé                             |
| Kim Min-seop                                                                                 | 200 m papillon       | 1 min 56 s 02 | 15e    | 1 min 55 s 22 | 13e         | Éliminé       | Éliminé                             |
| • Lee Ho-joon • Lee Yoo-yeon • Kim Yeong-hyeon • Kim Woo-min • Hwang Sun-woo • Yang Jae-hoon | 4 × 200 m nage libre | 7 min 7 s 96  | 7e     | Non disputé   | Non disputé | 7 min 7 s 26  | 6e                                  |
| • Choi Dong-yeol • Lee Ju-ho • Kim Ji-hun • Hwang Sun-woo                                    | 4 × 100 m 4 nages    | 3 min 34 s 68 | 13e    | Non disputé   | Non disputé | Éliminés      | Éliminés                            |

| Athlète       | Épreuve       | Séries        | Séries | Demi-finale   | Demi-finale | Finale   | Finale   |
| Athlète       | Épreuve       | Temps         | Rang   | Temps         | Rang        | Temps    | Rang     |
| ------------- | ------------- | ------------- | ------ | ------------- | ----------- | -------- | -------- |
| Lee Eun-ji    | 200 m dos     | 2 min 9 s 88  | 10e    | 2 min 11 s 86 | 15e         | Éliminée | Éliminée |
| Kim Seo-yeong | 200 m 4 nages | 2 min 12 s 42 | 17e    | Éliminée      | Éliminée    | Éliminée | Éliminée |

| Athlète                                                     | Épreuve           | Série         | Série | Finale   | Finale   |
| Athlète                                                     | Épreuve           | Temps         | Rang  | Temps    | Rang     |
| ----------------------------------------------------------- | ----------------- | ------------- | ----- | -------- | -------- |
| • Lee Eun-ji • Choi Dong-yeol • Kim Ji-hun • Hur Yeon-kyung | 4 × 100 m 4 nages | 3 min 48 s 78 | 15e   | Éliminés | Éliminés |

### Natation artistique
| Athlètes                  | Compétition | Programmes | Programmes | Total    | Rang |
| Athlètes                  | Compétition | Technique  | Libre      | Total    | Rang |
| ------------------------- | ----------- | ---------- | ---------- | -------- | ---- |
| Hur Yoon-seo Lee Ri-young | Duo         | 227.5667   | 227.7500   | 455.3167 | 13e  |

### Pentathlon moderne
| Athlète       | Compétition | Compétition | Tour de classement | Tour de classement | Tour de classement | Équitation (saut d'obstacles) | Équitation (saut d'obstacles) | Équitation (saut d'obstacles) | Escrime (épée) | Escrime (épée) | Escrime (épée) | Natation (200 m nage libre) | Natation (200 m nage libre) | Natation (200 m nage libre) | Laser-Run (course + tir) | Laser-Run (course + tir) | Laser-Run (course + tir) | Total | Rang |
| Athlète       | Compétition | Compétition | Vict.              | Déf.               | Rang               | Temps                         | Points                        | Rang                          | BR             | Points         | Rang           | Temps                       | Points                      | Rang                        | Temps                    | Points                   | Rang                     | Total | Rang |
| ------------- | ----------- | ----------- | ------------------ | ------------------ | ------------------ | ----------------------------- | ----------------------------- | ----------------------------- | -------------- | -------------- | -------------- | --------------------------- | --------------------------- | --------------------------- | ------------------------ | ------------------------ | ------------------------ | ----- | ---- |
| Jun Woong-tae | Hommes      | Demi-finale | 22                 | 13                 | 4e                 | 58 s 58                       | 286                           | 11e                           | 2              | 237            | 2e             | 1 min 59 s 90               | 311                         | 4e                          | 10 min 19 s 14           | 681                      | 8e                       | 1515  | 2e   |
| Jun Woong-tae | Hommes      | Finale      | -                  | -                  | -                  | 66 s 55                       | 287                           | 11e                           | 0              | 241            | 2e             | 1 min 59 s 41               | 312                         | 7e                          | 10 min 14 s 33           | 686                      | 13e                      | 1526  | 6e   |
| Seo Chang-wan | Hommes      | Demi-finale | 20                 | 15                 | 10e                | 58 s 71                       | 300                           | 5e                            | 0              | 225            | 7e             | 2 min 0 s 79                | 309                         | 5e                          | 10 min 31 s 53           | 669                      | 12e                      | 1503  | 5e   |
| Seo Chang-wan | Hommes      | Finale      | -                  | -                  | -                  | 61 s 06                       | 286                           | 12e                           | 0              | 229            | 6e             | 2 min 1 s 53                | 307                         | 8e                          | 10 min 2 s 33            | 698                      | 10e                      | 1520  | 7e   |

| Athlète         | Compétition | Compétition | Tour de classement | Tour de classement | Tour de classement | Équitation (saut d'obstacles) | Équitation (saut d'obstacles) | Équitation (saut d'obstacles) | Escrime (épée) | Escrime (épée) | Escrime (épée) | Natation (200 m nage libre) | Natation (200 m nage libre) | Natation (200 m nage libre) | Laser-Run (course + tir) | Laser-Run (course + tir) | Laser-Run (course + tir) | Total | Rang                                |
| Athlète         | Compétition | Compétition | Vict.              | Déf.               | Rang               | Temps                         | Points                        | Rang                          | BR             | Points         | Rang           | Temps                       | Points                      | Rang                        | Temps                    | Points                   | Rang                     | Total | Rang                                |
| --------------- | ----------- | ----------- | ------------------ | ------------------ | ------------------ | ----------------------------- | ----------------------------- | ----------------------------- | -------------- | -------------- | -------------- | --------------------------- | --------------------------- | --------------------------- | ------------------------ | ------------------------ | ------------------------ | ----- | ----------------------------------- |
| Kim Sun-woo     | Femmes      | Demi-finale | 19                 | 16                 | 11e                | 60 s 91                       | 300                           | 2e                            | 0              | 220            | 6e             | 2 min 14 s 44               | 282                         | 4e                          | 11 min 46 s 64           | 594                      | 9e                       | 1396  | 5e                                  |
| Kim Sun-woo     | Femmes      | Finale      | -                  | -                  | -                  | 59 s 12                       | 286                           | 16e                           | 2              | 222            | 8e             | 2 min 17 s 67               | 275                         | 11e                         | 11 min 13 s 92           | 627                      | 9e                       | 1410  | 8e                                  |
| Seong Seung-min | Femmes      | Demi-finale | 20                 | 15                 | 8e                 | 58 s 59                       | 293                           | 8e                            | 0              | 225            | 4e             | 2 min 12 s 44               | 286                         | 4e                          | 11 min 44 s 33           | 596                      | 8e                       | 1400  | 4e                                  |
| Seong Seung-min | Femmes      | Finale      | -                  | -                  | -                  | 62 s 01                       | 300                           | 2e                            | 0              | 225            | 7e             | 2 min 11 s 47               | 288                         | 2e                          | 11 min 12 s 87           | 628                      | 8e                       | 1441  | Médaille de bronze, Jeux olympiques |

### Plongeon
| Athlète        | Compétition     | Tour préliminaire | Tour préliminaire | Demi-finale | Demi-finale | Finale  | Finale  |
| Athlète        | Compétition     | Points            | Rang              | Points      | Rang        | Points  | Rang    |
| -------------- | --------------- | ----------------- | ----------------- | ----------- | ----------- | ------- | ------- |
| Woo Ha-ram     | Tremplin à 3 m  | 398,10            | 12e               | 432,00      | 9e          | 374,15  | 11e     |
| Yi Jae-gyeong  | Tremplin à 3 m  | 381,40            | 16e               | 366,50      | 17e         | Éliminé | Éliminé |
| Kim Yeong-taek | Haut-vol à 10 m | 320,40            | 24e               | Éliminé     | Éliminé     | Éliminé | Éliminé |
| Shin Jung-whi  | Haut-vol à 10 m | 369,20            | 17e               | 290,60      | 18e         | Éliminé | Éliminé |

| Athlète     | Compétition     | Tour préliminaire | Tour préliminaire | Demi-finale | Demi-finale | Finale   | Finale   |
| Athlète     | Compétition     | Points            | Rang              | Points      | Rang        | Points   | Rang     |
| ----------- | --------------- | ----------------- | ----------------- | ----------- | ----------- | -------- | -------- |
| Kim Su-ji   | Tremplin à 3 m  | 285,50            | 11e               | 272,75      | 13e         | Éliminée | Éliminée |
| Kim Na-hyun | Haut-vol à 10 m | 250,00            | 26e               | Éliminée    | Éliminée    | Éliminée | Éliminée |

### Taekwondo
| Athlète       | Catégorie      | Éliminatoires       | 16e de finale       | Quart de finale     | Demi-finale         | Repêchage           | Finale / CB         | Rang                           |
| Athlète       | Catégorie      | Adversaire Résultat | Adversaire Résultat | Adversaire Résultat | Adversaire Résultat | Adversaire Résultat | Adversaire Résultat | Rang                           |
| ------------- | -------------- | ------------------- | ------------------- | ------------------- | ------------------- | ------------------- | ------------------- | ------------------------------ |
| Park Tae-joon | Moins de 58 kg | Exempté             | Granado V 2 - 0     | Ravet V 2 - 1       | Jendoubi V 2 - 0    | Non disputé         | Magomedov V 1 - 0   | Médaille d'or, Jeux olympiques |
| Seo Geon-woo  | Moins de 80 kg | Exempté             | Churchill V 2 - 1   | Marques V 2 - 0     | Barkhordari D 1 - 2 | Non disputé         | Hrnic D 0 - 2       | 5e                             |

| Athlète    | Catégorie      | Éliminatoires       | 16e de finale       | Quart de finale     | Demi-finale         | Repêchage           | Finale / CB         | Rang                                |
| Athlète    | Catégorie      | Adversaire Résultat | Adversaire Résultat | Adversaire Résultat | Adversaire Résultat | Adversaire Résultat | Adversaire Résultat | Rang                                |
| ---------- | -------------- | ------------------- | ------------------- | ------------------- | ------------------- | ------------------- | ------------------- | ----------------------------------- |
| Kim Yu-jin | Moins de 57 kg | Non disputé         | İlgün V 2 - 0       | Park V 2 - 0        | Luo V 2 - 1         | Non disputé         | Kiani V 2 - 0       | Médaille d'or, Jeux olympiques      |
| Lee Da-bin | Plus de 67 kg  | Non disputé         | Štolbová V 2 - 0    | Zhou V 2 - 1        | Osipova D 0 - 2     | Non disputé         | Brandl V 2 - 1      | Médaille de bronze, Jeux olympiques |

### Tennis de table
| Athlète(s) (n° de tête de série)                  | Compétition | 32e de finale          | 16e de finale          | 8e de finale           | Quart de finale        | Demi-finale            | Finale / MB            | Rang |
| Athlète(s) (n° de tête de série)                  | Compétition | Adversaire(s) Résultat | Adversaire(s) Résultat | Adversaire(s) Résultat | Adversaire(s) Résultat | Adversaire(s) Résultat | Adversaire(s) Résultat | Rang |
| ------------------------------------------------- | ----------- | ---------------------- | ---------------------- | ---------------------- | ---------------------- | ---------------------- | ---------------------- | ---- |
| Jang Woo-jin(8)                                   | Simple      | González V 4 - 1       | Groth V 4 - 1          | Togami V 4 - 0         | Calderano D 0 - 4      | Éliminé                | Éliminé                | 5e   |
| Cho Dae-seong(15)                                 | Simple      | Jha D 2 - 4            | Éliminé                | Éliminé                | Éliminé                | Éliminé                | Éliminé                | 33e  |
| • Jang Woo-jin • Cho Dae-seong • Lim Jong-hoon(5) | Équipe      | Non disputé            | Non disputé            | Croatie V 3 - 0        | Chine D 0 - 3          | Éliminés               | Éliminés               | 5e   |

| Athlète(s) (n° de tête de série)             | Compétition | 32e de finale          | 16e de finale          | 8e de finale           | Quart de finale        | Demi-finale            | Finale / MB            | Rang                                |
| Athlète(s) (n° de tête de série)             | Compétition | Adversaire(s) Résultat | Adversaire(s) Résultat | Adversaire(s) Résultat | Adversaire(s) Résultat | Adversaire(s) Résultat | Adversaire(s) Résultat | Rang                                |
| -------------------------------------------- | ----------- | ---------------------- | ---------------------- | ---------------------- | ---------------------- | ---------------------- | ---------------------- | ----------------------------------- |
| Shin Yu-bin(4)                               | Simple      | Tapper V 4 - 0         | Póta V 4 - 1           | Zhang V 4 - 0          | Hirano V 4 - 3         | Chen D 0 - 4           | Hayata D 2 - 4         | 4e                                  |
| Jeon Ji-hee(9)                               | Simple      | Fu D 0 - 4             | Éliminée               | Éliminée               | Éliminée               | Éliminée               | Éliminée               | 33e                                 |
| • Shin Yu-bin • Jeon Ji-hee • Lee Eun-hye(3) | Équipe      | Non disputé            | Non disputé            | Brésil V 3 - 1         | Suède V 3 - 0          | Chine D 0 - 3          | Allemagne V 3 - 0      | Médaille de bronze, Jeux olympiques |

| Athlètes (n° de tête de série) | Premier tour            | Quart de finale         | Demi-finale          | Finale / MB          | Rang                                |
| Athlètes (n° de tête de série) | Adversaires Résultat    | Adversaires Résultat    | Adversaires Résultat | Adversaires Résultat | Rang                                |
| ------------------------------ | ----------------------- | ----------------------- | -------------------- | -------------------- | ----------------------------------- |
| Lim Jong-hoon Shin Yu-bin(3)   | Qiu / Mittelham V 4 - 0 | Ionescu / Szőcs V 4 - 0 | Wang / Sun D 2 - 4   | Doo / Wong V 4 - 0   | Médaille de bronze, Jeux olympiques |

### Tir
| Athlète       | Compétition                  | Qualification | Qualification | Finale  | Finale                             |
| Athlète       | Compétition                  | Points        | Rang          | Points  | Rang                               |
| ------------- | ---------------------------- | ------------- | ------------- | ------- | ---------------------------------- |
| Lee Won-ho    | Pistolet à 10 m air comprimé | 580           | 4e            | 197.9   | 4e                                 |
| Cho Yeong-jae | Pistolet à 10 m air comprimé | 575           | 14e           | Éliminé | Éliminé                            |
| Cho Yeong-jae | Pistolet à 25 m tir rapide   | 586           | 4e            | 25      | Médaille d'argent, Jeux olympiques |
| Song Jong-ho  | Pistolet à 25 m tir rapide   | 580           | 17e           | Éliminé | Éliminé                            |
| Choe Dae-han  | Carabine à 10 m air comprimé | 630.8         | 5e            | 145.2   | 7e                                 |
| Park Ha-jun   | Carabine à 10 m air comprimé | 629.2         | 13e           | Éliminé | Éliminé                            |
| Park Ha-jun   | Carabine à 50 m 3 positions  | 572           | 44e           | Éliminé | Éliminé                            |
| Kim Min-su    | Skeet                        | 118           | 16e           | Éliminé | Éliminé                            |

| Athlète       | Compétition                  | Qualification | Qualification | Finale   | Finale                             |
| Athlète       | Compétition                  | Points        | Rang          | Points   | Rang                               |
| ------------- | ---------------------------- | ------------- | ------------- | -------- | ---------------------------------- |
| Kim Ye-ji     | Pistolet à 10 m air comprimé | 578           | 5e            | 241.3    | Médaille d'argent, Jeux olympiques |
| Oh Ye-jin     | Pistolet à 10 m air comprimé | 582           | 2e            | 243.2    | Médaille d'or, Jeux olympiques     |
| Kim Ye-ji     | Pistolet à 25 m              | 575           | 27e           | Éliminée | Éliminée                           |
| Yang Ji-in    | Pistolet à 25 m              | 586           | 6e            | 37       | Médaille d'or, Jeux olympiques     |
| Keum Ji-hyeon | Carabine à 10 m air comprimé | 630.9         | 9e            | Éliminée | Éliminée                           |
| Ban Hyo-jin   | Carabine à 10 m air comprimé | 634.5         | 1er           | 251.8    | Médaille d'or, Jeux olympiques     |
| Lee Eun-seo   | Carabine à 50 m 3 positions  | 583           | 19e           | Éliminée | Éliminée                           |
| Im Ha-na      | Carabine à 50 m 3 positions  | 577           | 30e           | Éliminée | Éliminée                           |
| Kang Gee-eun  | Fosse olympique              | 114           | 20e           | Éliminée | Éliminée                           |
| Lee Bo-na     | Fosse olympique              | 113           | 24e           | Éliminée | Éliminée                           |
| Jang Kook-hee | Skeet                        | 115           | 21e           | Éliminée | Éliminée                           |

| Athlète(s)                | Compétition                  | Qualification | Qualification | Finale / MB              | Finale / MB                        |
| Athlète(s)                | Compétition                  | Points        | Rang          | Adversaires Résultat     | Rang                               |
| ------------------------- | ---------------------------- | ------------- | ------------- | ------------------------ | ---------------------------------- |
| Oh Ye-jin Lee Won-ho      | Pistolet à 10 m air comprimé | 579           | 4e            | Singh / Bhaker D 10 - 16 | 4e                                 |
| Kim Ye-ji Cho Yeong-jae   | Pistolet à 10 m air comprimé | 577           | 7e            | Éliminés                 | Éliminés                           |
| Keum Ji-hyeon Park Ha-jun | Carabine à 10 m air comprimé | 631.4         | 2e            | Huang / Sheng D 12 - 16  | Médaille d'argent, Jeux olympiques |
| Ban Hyo-jin Choe Dae-han  | Carabine à 10 m air comprimé | 623.7         | 22e           | Éliminés                 | Éliminés                           |
| Jang Kook-hee Kim Min-su  | Skeet                        | 144           | 7e            | Éliminés                 | Éliminés                           |

### Tir à l'arc
| Athlète        | Compétition | Tour préliminaire | Tour préliminaire | 32e de finale       | 16e de finale       | 8e de finale        | Quart de finale     | Demi-finale         | Finale / MB         | Rang                                |
| Athlète        | Compétition | Points            | Rang              | Adversaire Résultat | Adversaire Résultat | Adversaire Résultat | Adversaire Résultat | Adversaire Résultat | Adversaire Résultat | Rang                                |
| -------------- | ----------- | ----------------- | ----------------- | ------------------- | ------------------- | ------------------- | ------------------- | ------------------- | ------------------- | ----------------------------------- |
| Kim Je-deok    | Hommes      | 682               | 2e                | Roux V 6 - 0        | Musolesi V 6 - 4    | Arcila V 6 - 4      | Ellison D 0 - 6     | Éliminé             | Éliminé             | 8e                                  |
| Kim Woo-jin    | Hommes      | 686               | 1er               | Madaye V 6 - 0      | Lin V 6 - 0         | D'Almeida V 7 - 1   | Gazoz V 6 - 4       | Lee V 6 - 5         | Ellison V 6 - 5     | Médaille d'or, Jeux olympiques      |
| Lee Woo-seok   | Hommes      | 681               | 5e                | Boukouvalas V 6 - 0 | Paoli V 6 - 0       | Wang V 6 - 2        | Nespoli V 6 - 4     | Kim W-j D 5 - 6     | Unruh V 6 - 0       | Médaille de bronze, Jeux olympiques |
| Jeon Hun-young | Femmes      | 664               | 13e               | Healey V 6 - 2      | Schwarz V 7 - 1     | Lei V 6 - 4         | Gökkır V 6 - 2      | Lim S-h D 4 - 6     | Barbelin D 4 - 6    | 4e                                  |
| Lim Si-hyeon   | Femmes      | 694               | 1er               | Rivera V 6 - 0      | Octavia V 6 - 0     | Havers V 7 - 1      | Valencia V 6 - 4    | Jeon H-y V 6 - 4    | Nam S-h V 7 - 3     | Médaille d'or, Jeux olympiques      |
| Nam Su-hyeon   | Femmes      | 688               | 2e                | Ali V 7 - 1         | Horáčková V 7 - 3   | Amăistroaie V 6 - 2 | Kumari V 6 - 4      | Barbelin V 6 - 0    | Lim S-h D 3 - 7     | Médaille d'argent, Jeux olympiques  |

| Athlètes                                       | Compétition | Tour préliminaire | Tour préliminaire | 8e de finale           | Quart de finale        | Demi-finale          | Finale / MB          | Rang                           |
| Athlètes                                       | Compétition | Points            | Rang              | Adversaires Résultat   | Adversaires Résultat   | Adversaires Résultat | Adversaires Résultat | Rang                           |
| ---------------------------------------------- | ----------- | ----------------- | ----------------- | ---------------------- | ---------------------- | -------------------- | -------------------- | ------------------------------ |
| • Kim Je-deok • Kim Woo-jin • Lee Woo-seok     | Hommes      | 2049              | 1er               | Non disputé            | Japon V 6 - 0          | Chine V 5 - 1        | France V 5 - 1       | Médaille d'or, Jeux olympiques |
| • Jeon Hun-young • Lim Si-hyeon • Nam Su-hyeon | Femmes      | 2046              | 1er               | Non disputé            | Taipei chinois V 6 - 2 | Pays-Bas V 5 - 4     | Chine V 5 - 4        | Médaille d'or, Jeux olympiques |
| • Kim Woo-jin • Lim Si-hyeon                   | Mixte       | 1380              | 1er               | Taipei chinois V 5 - 4 | Italie V 6 - 2         | Inde V 6 - 2         | Allemagne V 6 - 0    | Médaille d'or, Jeux olympiques |

### Voile
Nota : le résultat barré est le plus mauvais de l’athlète concerné. Il n’est pas pris en compte dans le total.
| Athlètes   | Compétition | Régates | Régates | Régates | Régates | Régates | Régates | Régates | Régates | Régates     | Régates     | Régates     | Régates     | Régates | Total net | Classement |
| Athlètes   | Compétition | 1       | 2       | 3       | 4       | 5       | 6       | 7       | 8       | 9           | 10          | 11          | 12          | CM      | Total net | Classement |
| ---------- | ----------- | ------- | ------- | ------- | ------- | ------- | ------- | ------- | ------- | ----------- | ----------- | ----------- | ----------- | ------- | --------- | ---------- |
| Ha Jee-min | Laser       | 30      | 32      | 40      | 9       | 24      | 22      | 1       | 22      | Non disputé | Non disputé | Non disputé | Non disputé | Éliminé | 140       | 26e        |